# Azov (Střední Ural)
Azov (Азов, 589 m n. m.) je nevysoká hora poblíž vesnice Zjuzelskij (Зюзельский) v Polevském městském okruhu ve Sverdlovské oblasti Ruské federace. Pro svou geologickou, geomorfologickou a historicko-archeologickou hodnotu je hora Azov chráněna jako přírodní památka. Popularita této lokality, známé nejen jako místo jednoho z nejstarších uralských měděných dolů, ale především jako dějiště příběhů, které ve svých knihách vyprávěl spisovatel a folklorista Pavel Petrovič Bažov, vedla k iniciativě, usilující o vyhlášení přírodního parku „Azov-gora“ („Азов-гора“). Na lokalitě se vyskytují některé druhy chráněných rostlin skalních a stepních společenstev, zapsaných v Červené knize Sverdlovské oblasti (Красная книга Свердловской области).

## Původ názvu
Název hory se odvozuje od tatarského výrazu „azau“, který v překladu znamená „zub“. V jiných turkických jazycích se slovo „azau“ vyskytuje ve smyslu „tesák“, „ostří“ nebo „žihadlo“.

## Geografie
Hora Azov je jedním z vrcholů Ufalejského hřebene, který náleží do geomorfologického celku Střední Ural a vytváří rozvodí mezi povodími řek Čusovaja a Ufa.

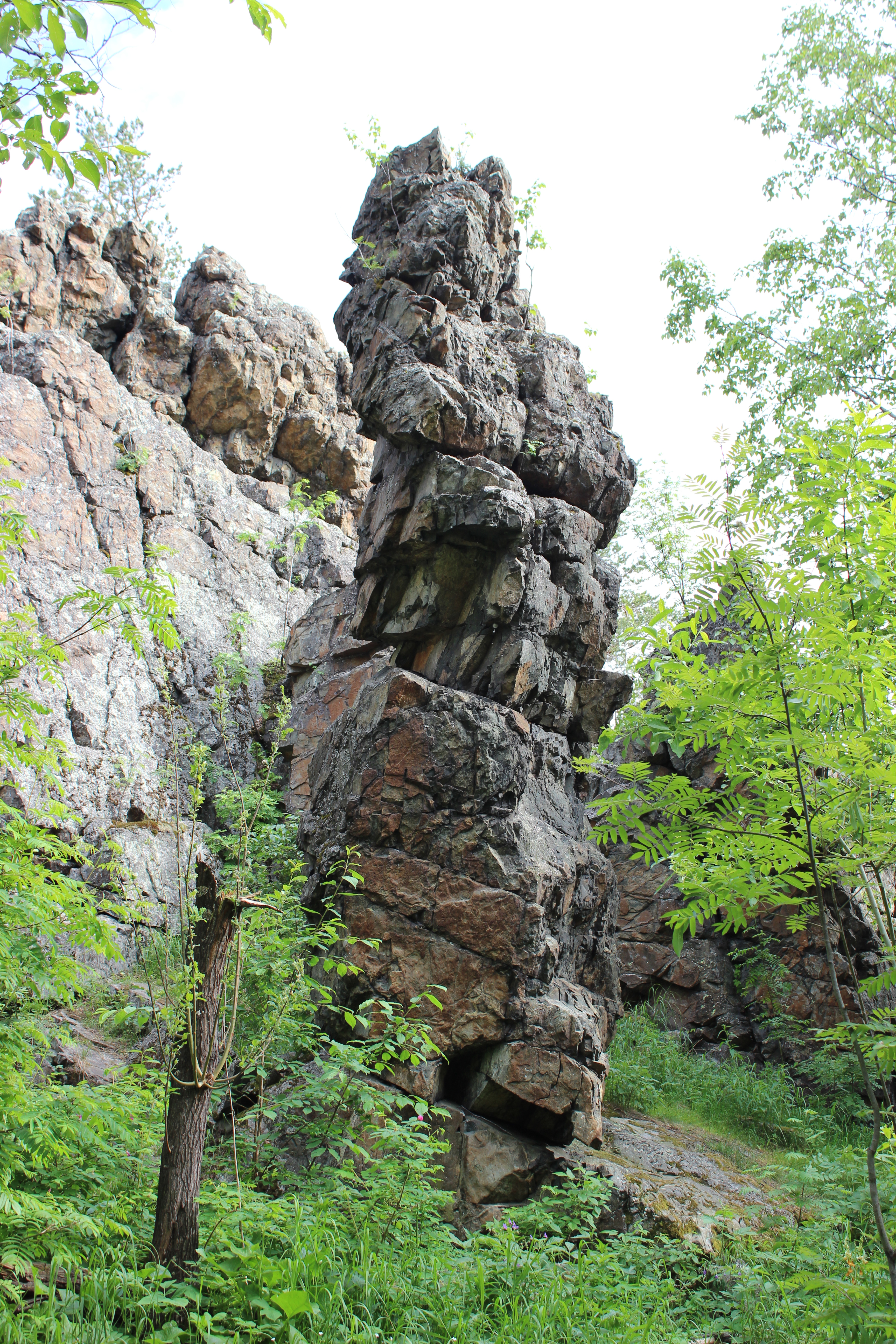
Skalní věž „Палец"

Na severním úpatí Ufalejského hřebene se nachází Děgťarské ložisko měděné rudy. Hora Azov patří do povodí řeky Čusové, od města Polevskoj, správního centra městského okruhu, je vzdálená přibližně 8 kilometrů severozápadním směrem.
Vrch Azov tvoří čedičové lávy, které jsou protkány kolmými žilami diabasů, silnými od několika centimetrů až po desítky metrů. V roce 2012 geologové upřesnili stáří místní horniny na 382 – 387 milionů let. Tyto horniny tvoří oba vrcholy kopce, Velký Azov (Большой Азов, 589 m n. m.) a Malý Azov (Малый Азов, 564 m n. m.), který se nachází ve vzdálenosti zhruba 500 metrů jihozápadně od hlavního vrcholu. Ve vrcholových partiích Azova se tyčí až 25 metrů vysoké diabasové skály, které zde vytvářejí menší skalní město s úzkými průchody a vysokými kamennými sloupy – skalními věžemi, kterým zdejší obyvatelé říkají „пальцы“ (prsty, palce).

## Historie
Nedaleko Azova se nachází nejstarší uralský měděný důl, známý jako Gumjoševský nebo Gumjoškinský důl ( Гумёшевское месторождение, Гумёшкинский рудник), případně jen pod zkráceným názvem Gumjoški (Гумёшки). Ložisko měděných rud objevili v roce 1702 prospektoři Sergej Babin a Kozma Sulejev. Těžbu mědi zahájili v roce 1709. Vytěžená ruda se zpočátku vozila do Uktuského závodu, v roce 1718 byl uveden do provozu závod na zpracování měděné rudy v Polevském (Полевской медеплавильный завод). V 18. a 19. století bylo z ložiska u hory Azov každoročně získáváno až 480 tun mědi, zásoby rudy začaly docházet až ve 20. století.

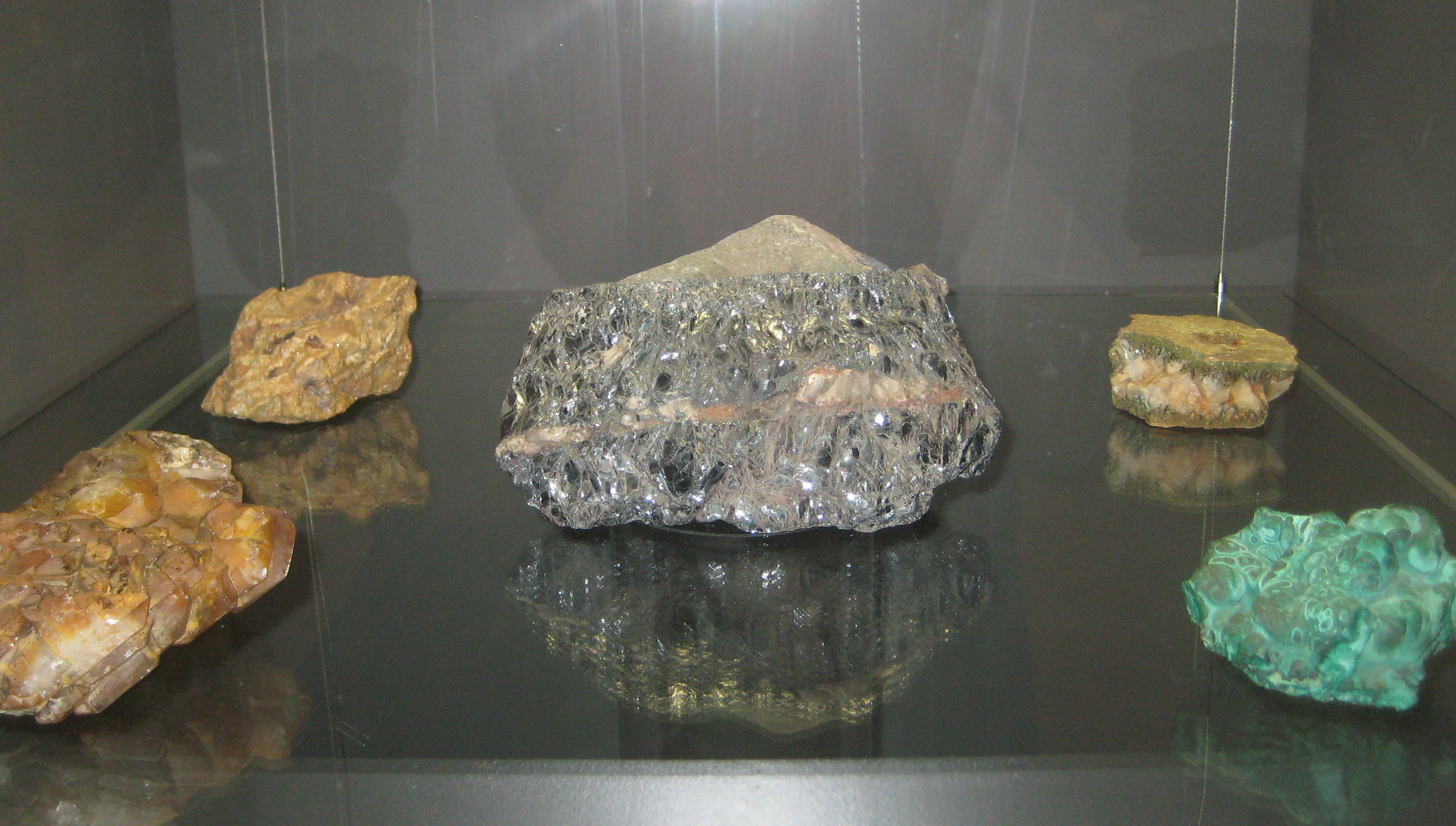
Minerály z měděného dolu u hory Azov, které car Alexandr I. věnoval pruskému králi Bedřichu Vilému III. (Museum für Naturkunde, Berlín)

Po celá staletí byly s horou Azov spojovány pověsti o loupežnících, jeskyních a ukrytých pokladech. Těmito pověstmi, které slyšel během svého dětství, stráveném v Polevském, se v roce 1937 inspiroval uralský spisovatel Pavel Bažov. Bažov sepsal místní bajky a legendy a publikoval je ve sborníku „Malachitová krabička“ („Малахитовая шкатулка“). O popularitu Azova se zasloužil především Bažovův příběh o dívce Azovce, Měděné hoře a zdejším prameni, naplněném Azovčinými slzami.
V září roku 1940 byl na hoře Azov objeven skutečný poklad. Objevili jej místní školáci, konkrétně žák 5. třídy Ivan Šitikov, který našel pod kamennou deskou na vrcholu východního svahu hory řadu měděných a bronzových předmětů. Jednalo se o unikátní nález, sestávajíci především z neobvyklých měděných figurek, zpodobňujících dravé ptáky, jejichž těla někdy připomínají lidské postavy. Našly se tu i kovové ozdoby oděvů, hroty kopí, bronzové zrcadlo s rukojetí, hliněné střepy a další předměty. Podle názorů archeologů měděné figurky s hlavami dravých ptáků byly vytvořeny itkulskými kovotepci v období mezi 4. až 2. stoletím př. n. l. a  sloužily jako schránky pro duše zemřelých. Tyto předměty byly obvykle ukládány na vrcholcích hor, na základě čehož odborníci dospěli k závěru, že na vrcholu Azova byla dávná mansijská svatyně nebo obětiště. Podle jiných tezí byly symboly dravých ptáků součástí posvátných rituálů při tavení rudy a odlévání měděných předmětů.
Z pokladu bylo vybráno 33 figurek, které byly odvezeny do Jekatěrinburgu a umístěny v tamním Muzeu historie a archeologie Středního Uralu, zbylé tři figurky jsou vystaveny v Historickém muzeu ve městě Polevskoj. Nález těchto kovových předmětů potvrdil, že historie těžby mědi u hory Azov je dlouhá nejméně 2,5 tisíce let.

## Turismus
Hora Azov je díky svým přírodním zajímavostem, místním pověstem i příběhu o nálezu pokladu velkým lákadlem pro návštěvníky a častým turistickým cílem. Na konci 19. století byla na vrcholové skále  postavena dřevěná rozhledna, která zde existovala až do poloviny 20. století. V roce 2014 zde byla vybudována naučná stezka „Legendy hory Azov“ (экскурсионный маршрут «Легенды горы Азов»). Stezka má 16 zastavení, vybavených informačními tabulemi, součástí její výstavby bylo také zpřístupnění vrcholové skály pomocí žebříku. V roce 2016 naučná stezka „Legendy hory Azov“ zvítězila v soutěži o nejlepší kulturně-poznávací turistickou stezku Sverdlovské oblasti.